# جاك فورنير
جاك فورنير هو لاعب هوكي الجليد كندي، ولد في 4 أغسطس 1892 في أوتاوا في كندا، وتوفي في 30 نوفمبر 1966.

## وصلات خارجية
- جاك فورنير على موقع HockeyDB.com (الإنجليزية)